# Macrocondyla hyalinipennis
Macrocondyla hyalinipennis är en tvåvingeart som beskrevs av Hall 1976. Macrocondyla hyalinipennis ingår i släktet Macrocondyla och familjen svävflugor. Inga underarter finns listade i Catalogue of Life.